# دیر رومزی
دیر رومزی (انگلیسی: Romsey Abbey) یک دیر در رومزی، انگلستان است.
این دیر در سال ۹۰۷ میلادی در نظام سنت بندیکت بنیان‌گذاری شده هم‌اکنون به عنوان کلیسای منطقه‌ای مورد استفاده است.

## نگارخانه

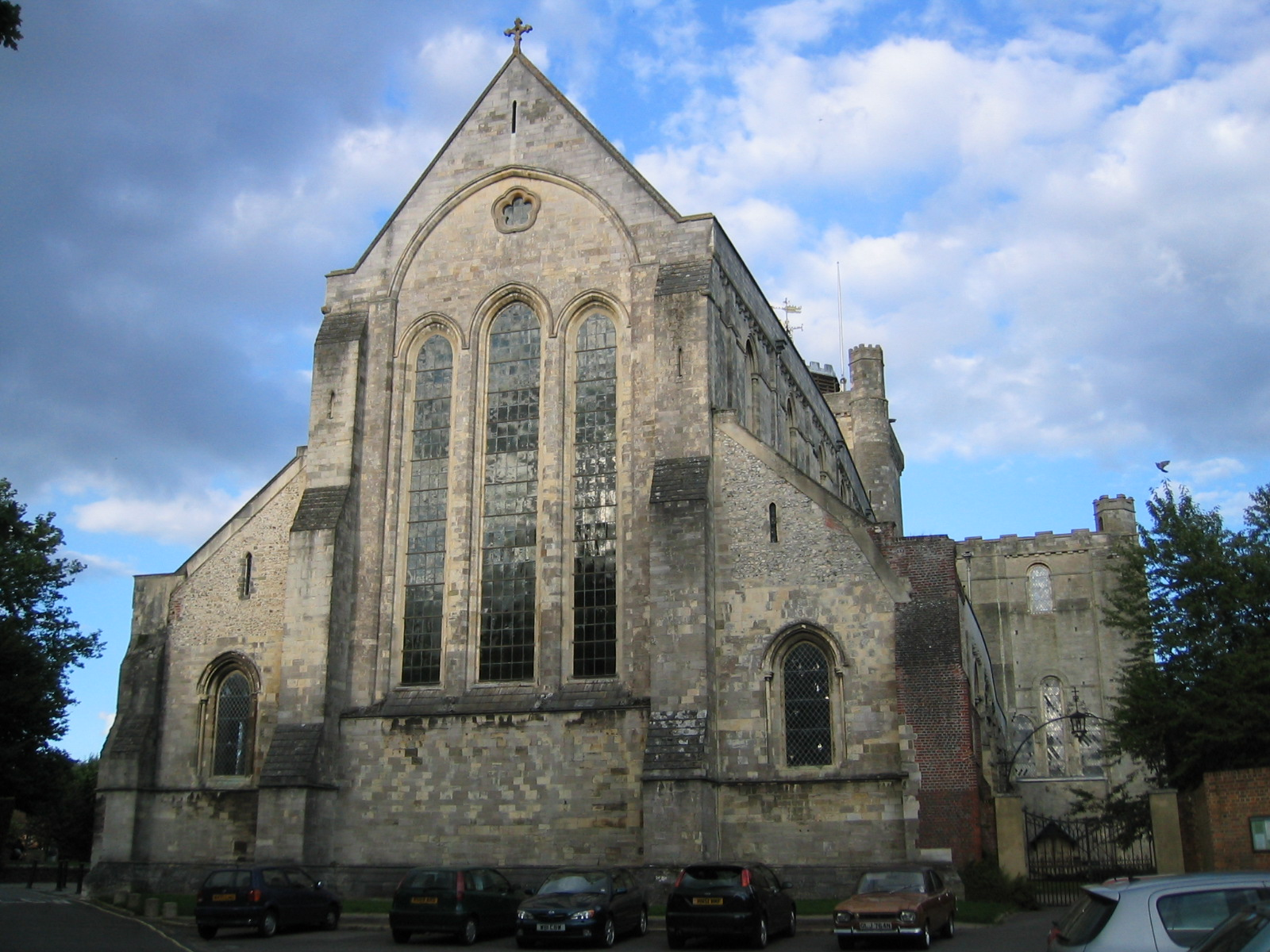
نمای غربی
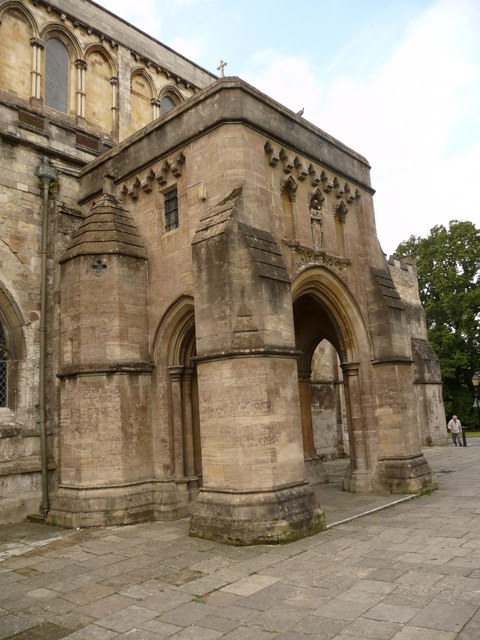
ورودی اصلی
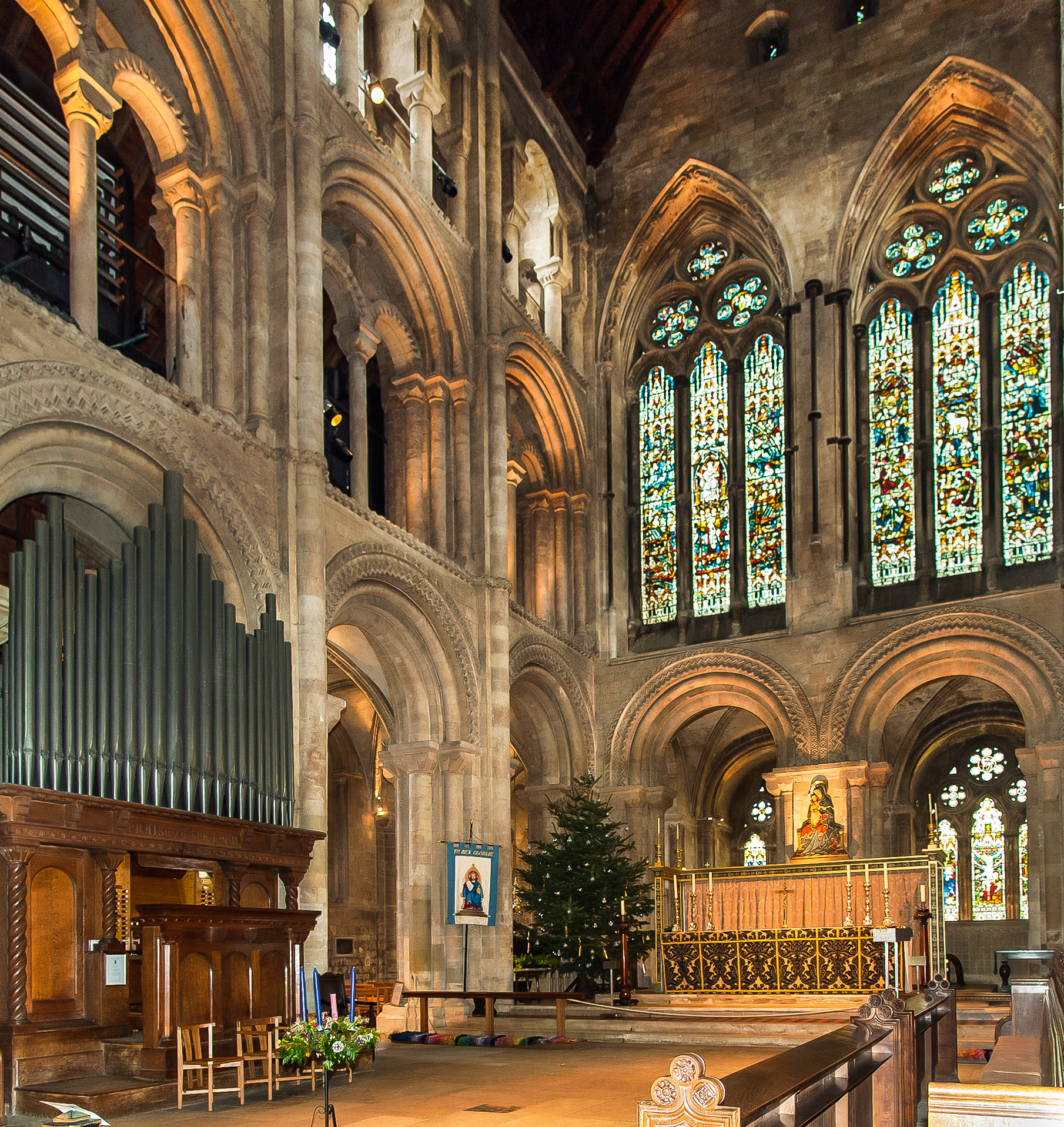
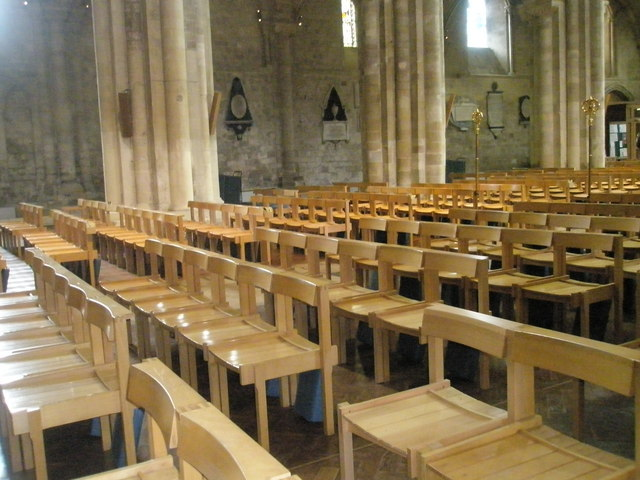
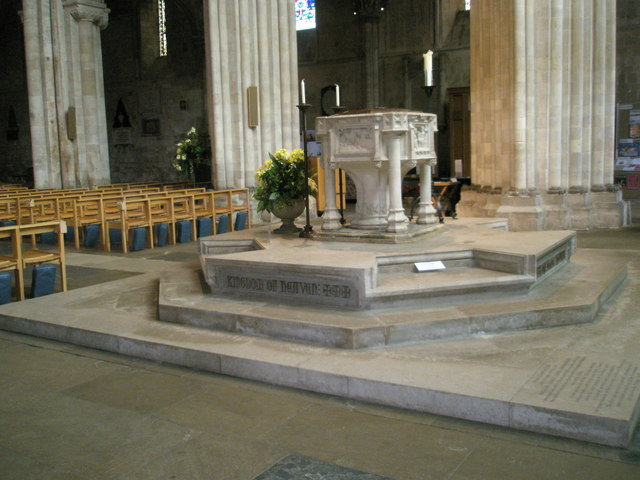